# Державний стандарт початкової загальної освіти
Державний стандарт початкової освіти — нормативний документ, затверджений постановою Кабінету Міністрів України від 21 лютого 2018 р. № 87 Державний стандарт визначає вимоги до обов’язкових результатів навчання та компетентностей здобувачів освіти, загальний обсяг їх навчального навантаження у базовому навчальному плані початкової освіти.
Складові Державного стандарту:
- Базовий навчальний план початкової загальної освіти;
- Загальні характеристики інваріантної та варіативної складових змісту початкової загальної освіти;
- Державні вимоги до рівня підготовки учнів.

Освітні галузі:
1. Мовно-літературна освітня галузь;
2. Математична освітня галузь;
3. Природнича освітня галузь;
4. Технологіча освітня галузь;
5. Інформатична освітня галузь;
6. Соціальна і здоров’язбережувальна освітня галузь;
7. Громадянська та історична освітня галузь;
8. Мистецька освітня галузь;
9. Фізкультурна освітня галузь.